# Ana Isabel, una niña decente
Ana Isabel, una niña decente es una de las novelas mejor conocidas de la escritora venezolana Antonia Palacios. De tintes autobiográficos, Ana Isabel fue editada por primera vez en 1949 y es considerado uno de los libros más importantes de la literatura venezolana. En Venezuela ha sido reeditada numerosas veces por Editorial Monte Ávila, cuya edición de 200 para la Biblioteca Básica de Autores Venezolanos es introducida por Juan Liscano. El crítico Víctor Bravo escribió en Rinconete, sección diaria del Centro Virtual Cervantes, que "Ana Isabel, una niña decente es, por su voluntad de estilo y por su intencionalidad estética, una de las novelas más hermosas del siglo XX venezolano."

 El libro fue publicado originalmente por episodios en el diario El Nacional.
Según la misma Antonia Palacios, Ana Isabel es una obra parcialmente autobiográfica: 

'Mi infancia fue terrible, porque mi padre era epiléptico y mi madre me crió en una atmósfera de ternura, pero muy miserable y la única evasión que yo tenía era montarme en el techo, soñar e imaginarme cosas. Y empecé a escribir esas cosas creadas en mi mente, así nació Ana Isabel.

En la misma entrevista confesó que de los 17 libros que escribió, Ana Isabel y Textos del desalojo (1973) eran sus favoritos.

## Sinopsis
La novela relata en tono coloquial la pérdida de la infancia de una niña llamada Isabel desde los ocho años hasta la pubertad en Caracas de comienzos del siglo XX. Palacios narra esta pérdida como un viaje que culmina en el reconocimiento de la transformación que convierte a Isabel de una "niña decente" en una mujer adulta. Dice Luz Marina Rivas en el libro Nación y literatura: 

La niña protagonista, de carácter sonador, se convierte en una testigo de su época, porque la observa desde afuera, desde el desconcierto infantil que no entiende porque hay niños que no son «decentes». La precaridad de su condición social, entre la pobreza y el abolengo familiar, heredado con los apellidos de viejos próceres del país, la convierten en un personaje sin un claro sentido de pertenencia, que oscila entre dos mundos: el de la plaza Candelaria, donde juega con los niños de los cerros, y el de la escuela, donde tiene compañeras de familias acomodadas.